# Perspektywa krzywoliniowa

Dystorsja beczkowa

Dystorsja poduszkowa

Perspektywa krzywoliniowa (perspektywa sferyczna) – forma odwzorowania przestrzeni na płaszczyźnie stosowana do przedstawienia obiektów trójwymiarowych w dwóch wymiarach, linie w rzeczywistości proste wydają się być wtedy krzywe.
Perspektywa krzywoliniowa formalnie ustalona została w 1968 przez artystę i historyka sztuki Alberta Flocona i rytownika–grafika André Barre’a, autorów książki La Perspective curviligne, którą przetułmaczono na język angielski w 1987 pt Curvilinear Perspective: From Visual Space to the Constructed Image i opublikowano na łamach University of California Press.

## Horyzont i punkty zbiegu
|  |  |

System ten posługuje się łukami do kreślenia obrazu o wiele bardziej zbliżonego do tego generowanego przez oko, niż to jest w przypadku tradycyjnej perspektywy linearnej, która wykorzystuje jedynie linie proste i prowadzi do dziwnych zniekształceń na brzegach. Do kreślenia łuków używa się czterech lub pięciu punktów zbiegu:
- W perspektywie z pięcioma punktami zbiegu (typu rybie oko) punkt zbiegu Z znajduje się pośrodku okręgu, a cztery pozostałe N, S, W i E są umiejscowione na jego krawędzi.
- Takie przedstawienie przestrzeni jest najbardziej zbliżone do obrazu jaki generuje ludzkie oko.

## Geometryczna zależność
| Rysunek 1 |

Odległości a i c między obserwatorem a ścianą są większe niż odległość b, w związku z czym przyjmując zasadę, iż obiekt znajdujący się dalej od obserwatora, jest dla niego mniejszy, ściana powinna być zniekształcona i zmniejszona przy krawędziach.
| Rysunek 2 |

## Definicja matematyczna
Jeżeli punkt posiada współrzędne 3W w układzie kartezjańskim {\displaystyle (x_{1},y_{1},z_{1}){:}}
{\displaystyle Pt3D={\begin{cases}x1\\y1\\z1\end{cases}}}
Transformacja tego punktu do krzywoliniowego układu odniesienia o promieniu {\displaystyle R} jest następująca:
{\displaystyle d={\sqrt {x1^{2}+y1^{2}+z1^{2}}}}
{\displaystyle Pt2D={\begin{cases}x=R*(x1/d)\\y=R*(y1/d)\end{cases}}}

## Przykłady
- Edward Lear – Choropiskeros, Kolfu, 1856
- David Hockney – Siedząc w ogrodzie Zen przy świątyni Rioanji 1983
- Carel Weight – Chwila, 1955
- Stanley Spencer – Napełnianie butelek wodą, 1923–1932